# Свобода на словото
Свободата на словото, срещано и като свобода на изразяване, е сред най-важните граждански свободи.
Изразява се в свободата на всеки да изказва публично мнението и възгледите си без намеса и натиск от страна на властта, упражняване на цензура или налагане на наказание.
Свободата на словото е тясно свързана със свободата на мнението, на религията и съвестта, защото свободата за формулиране и поддържане на идеи добива реална стойност, когато те могат да бъдат изразени свободно.
Едновременно с поставянето на въпроса за религиозната свобода започва да се търси свобода на словото, но исканията за свобода на словото стават все по-настоятелни от 18 век насетне с развиването на Просвещението в Европа. След Втората световна война правото на свобода на мнението и на словото е защитено в приетата от ООН през 1948 г. Всеобща декларация за правата на човека. Много държави в света също са включили това право в своето законодателство.

## История
Идеята за свобода на словото търпи пълноценно развитие едва в Новото време.
Една от най-старите, но рудиментарни формулировки на идеята се открива в обръщението на Сократ към журито, което го осъжда на смърт по време на започналия срещу него съдебен процес, така както е предадено в Платоновата „Апология“. Едно от обвиненията срещу Сократ е, че проповядва на младите против боговете. В „Апология“, където е предадена защитната реч на Сократ, се съдържа пасаж, в който съденият философ заявява, че предпочита да се кланя на боговете, против които уж проповядвал, отколкото да се съгласи да бъде оневинен на цената да не може вече да следва философските си търсения в тази насока:
| „ | „Поради което, ако ме освободите сега, [...] ако ми кажете „Сократе, този път [...] ще те освободим, но при условие, че няма да търсиш и размишляваш по този начин вече, тъй че ако бъдеш заловен да вършиш пак това, ще умреш“; – ако това е условието да ме освободите, то ще отговоря така: Мъже от Атина, почитам ви и ви обичам, но ще се покорявам по-скоро на боговете, отколкото на вас“ | “ |

Приетата едва през 1215 г. Магна харта не съдържа концепцията за свобода на словото.
В своята публикувана през 1516 г. книга „Образованието на християнския принц“ богословът и философ Еразъм Ротердамски обсъжда отминалите времена, когато според него мерилото на тираните за това кое е престъпление била вредата, която извършеното деяние нанасяло на техните собствени интереси. В този пасаж Еразъм твърди, че дори римските императори езичници Адриан и Нерон не обръщали много внимание на обвинения в мърморене или твърде свободно говорене против принц или зловреден съдия. Той обобщава това с думите: „В една свободна държава и езикът ти трябва да бъде свободен“. Сетне Еразъм обяснява, че тъкмо принцът трябва да е този, който най-леко прощава обидата, тъй като отмъщението е знак за слабост и подъл дух, което е неподходящо за един принц, чийто дух трябва да бъде извисен и великодушен. Макар и бегло спомената, идеята за „свободен език“, т.е. за това човек да бъде свободен да говори, та дори срещу владетеля, е в синхрон с личната философия на Еразъм, който живеел като независим мислител и непрестанно се стремял да избягва действия или формални обвързаности (държавни, академични, религиозни), които биха могли да ограничат свободата на мисълта му или на литературното му творчество.

## Ограничения
Все пак на свободата на словото се поставят някои законови ограничения като държавен контрол върху раздаването на телевизионни и радиочестоти, както и ограничения от морален характер, за защита на националната сигурност и др. Необходимите ограничения на свободата на словото в демократичните държави са най-ясно обобщени в Европейската конвенция за правата на човека и основните свободи, приета през 1950 г. от над 40 държави, тогава членки на Съвета на Европа. В чл. 10, т. 2 от нея е записано, че упражняването на свободно слово „... доколкото е съпроводено със задължения и отговорности, може да бъде обусловено от процедури, условия, ограничения или санкции, които са предвидени от закона и са необходими в едно демократично общество в интерес на националната и обществената сигурност и на териториалната цялост, за предотвратяването на безредици или престъпления, за защитата на здравето и морала, както и на репутацията или правата на другите, за предотвратяване разкриването на информация, получена доверително, или за гарантиране авторитета и безпристрастността на правосъдието“.

## Данни за свободата на словото по света
България е на последно място по свобода на словото в ЕС. През 2019 година тя е на 111-о място по свобода на медиите от общо 180 страни в класацията на „Репортери без граници“.